# 井川弘宜
井川 弘宜（いがわ ひろのぶ、1966年（昭和41年）9月9日 - ）は山口朝日放送の社員。元アナウンサー兼アナウンス部長。

## 略歴
山口県下関市出身。山口県立豊浦高等学校、武蔵大学卒業後、1989年、山形テレビに入社。1993年、山口朝日放送開局とともに移籍、主に報道番組を担当した。2013年10月よりアナウンス職を離れていたが、2019年5月に6年ぶりに本社勤務となりアナウンサーに復帰した。2022年3月、再びアナウンス職から離れる。
第3回ANNアナウンサー賞高校野球実況部門優秀賞受賞。
アナウンス職から離れた後も、『You!どきっ』（2025年8月14日放送分）などに不定期で出演することがある。

## 過去の担当番組
- yabニュース
- 5時からワイド
- とれたてテレビYAB
- YABスーパーJチャンネル
- ステーションY
- Let's Go ☆ Wild
- DO-YO-DA!!(ナレーション)
- YTSニュース スーパータイム（レポーター、山形テレビ時代）